# YUKI concert tour“Terminal G”2021 東京ガーデンシアター
『YUKI concert tour“Terminal G”2021 東京ガーデンシアター』は2022年4月13日にリリースされたYUKIのライブ・ビデオ。（補足 : 本ツアーでは新型コロナウイルス拡大の影響で観客の声出しは禁止されていた）

## 概要
YUKIの10thアルバム『Terminal』のリリースを記念し、開催したツアー『YUKI concert tour“Terminal G”2021 』全24公演の中から、2021年10月16日東京ガーデンシアター 公演での模様を完全映像化。今回のライブビデオはMCも含めてノーカットで収録されている。
演劇要素が演出に取り入れられている。
また、2022年5月1日に新宿ピカデリーやなんばパークスシネマなどの全国の映画館で<Ghost a go go>と称し、当ライブ映像の上映会が行われた。

## 収録曲
【LIVE】

Disc 1(DVD・BD)
1. My lovely ghost
2. good girl
3. NEW！！！
4. うれしくって抱きあうよ
5. 2人のストーリー
6. ロックンロールスター
7. 聞き間違い
8. Baby it's you
9. Typhoon Girl
10. 泣かない女はいない
11. プリズム
12. JOY
13. STARMANN
14. ご・く・ら・く terminal
15. Kinai-shoku
16. Sunday Service
17. チューインガム
18. ベイビーベイビー
19. ランデヴー
20. 灯
21. はらはらと

【EXTRA】
Disc 2(DVD・BD)
DOCUMENT of YUKI concert tour “Terminal G” 2021

PROJECTION

- Typhoon Girl
- Kinai-shoku

【DVD・BD 初回付属CD(ライブ音源)】
Disc 3(CD)
1. My lovely ghost
2. good girl
3. NEW！！！
4. うれしくって抱きあうよ
5. 2人のストーリー
6. ロックンロールスター
7. 聞き間違い
8. Baby it's you

Disc 4(CD)
1. 泣かない女はいない
2. プリズム
3. JOY
4. STARMANN
5. ご・く・ら・く terminal
6. Sunday Service
7. チューインガム
8. ベイビーベイビー
9. ランデヴー
10. 灯
11. はらはらと

## ツアー日程
- 05月22日（土）神奈川県　厚木市文化会館 大ホール
- 05月23日（日）神奈川県　厚木市文化会館 大ホール
- 05月28日（金）埼玉県　大宮ソニックシティ 大ホール
- 05月29日（土）埼玉県　大宮ソニックシティ 大ホール
- 06月05日（土）広島県　上野学園ホール
- 06月06日（日）広島県　上野学園ホール
- 06月17日（木）兵庫県　神戸国際会館 こくさいホール
- 06月18日（金）兵庫県　神戸国際会館 こくさいホール
- 07月03日（土）京都府　ロームシアター京都 メインホール
- 07月04日（日）京都府　ロームシアター京都 メインホール
- 07月17日（土）宮城県　仙台サンプラザホール
- 07月18日（日）宮城県　仙台サンプラザホール
- 07月31日（土）石川県　本多の森ホール
- 08月01日（日）石川県　本多の森ホール
- 08月23日（月）大阪府　フェスティバルホール
- 08月24日（火）大阪府　フェスティバルホール
- 09月04日（土）福岡県　福岡サンパレス ホテル＆ホール
- 09月05日（日）福岡県　福岡サンパレス ホテル＆ホール
- 09月10日（金）愛知県　名古屋国際会議場センチュリーホール
- 09月11日（土）愛知県　名古屋国際会議場センチュリーホール
- 09月21日（火）北海道　カナモトホール（札幌市民ホール）
- 09月22日（水）北海道　カナモトホール（札幌市民ホール）
- 10月09日（土）東京都　東京ガーデンシアター
- 10月10日（日）東京都　東京ガーデンシアター